# Samitier (linaje)
Samitier es un antiguo linaje aragonés históricamente reconocido como infanzones, una categoría de baja nobleza del Reino de Aragón. Su origen, de carácter toponímico, se vincula a Samitier, una pequeña localidad perteneciente al municipio de La Fueva, en la comarca del Sobrarbe, provincia de Huesca. A lo largo de los siglos, distintas ramas se establecieron en localidades como Graus y Ligüerre de Cinca, extendiéndose también a territorios limítrofes como Zaragoza, Navarra y Lérida. La documentación genealógica más antigua que relaciona el apellido con un linaje específico data de 1626, en Graus. 

## Etimología
La advocación de Emeterio —del griego Ἡμιθήριος (Hēmithḗrios)— se conserva en diversas formas en la península ibérica, como San Medel, Sant Mitier o Santo Medero, documentadas en fuentes medievales aragonesas. La forma Sant Mitier constituye un vínculo etimológico directo entre el topónimo y la tradición religiosa local, indicando la antigüedad del nombre en la región.

## Toponimia
El topónimo está vinculado a la antigua iglesia —hoy ermita— dedicada a los santos Emeterio y Celedonio. Se concentra principalmente en Aragón y regiones limítrofes. Según el Instituto Nacional de Estadística (INE), 493 personas llevan el apellido como primero y 583 como segundo. Históricamente, se registra en localidades como Casbas de Huesca, Tamarite de Litera, Estadilla, Murillo de Gállego, Sangüesa y Sos del Rey Católico, entre otras.

## Historia

### Antigüedad y ramas
La documentación más antigua que vincula el apellido con un linaje concreto data de 1626 en Graus. Ramas familiares también estuvieron presentes en Ligüerre de Cinca. 
En 1615, Juan de Samitier y Labazuy adquirió el señorío de Arruaba. Su hijo, Juan de Samitier, fue reconocido como infanzón en 1641 en documentos relacionados con la venta del señorío, confirmando el estatus nobiliario del linaje.
Una rama del linaje Samitier se estableció en la localidad de Lamata (Sobrarbe), donde poseyó la llamada Casa Olivar, documentada en 1482 como propiedad de Pedro Sant Mitier, forma antigua del apellido. La familia conservó la casa durante generaciones, figurando aún en 1647 como propietaria Isabel Samitier, viuda de la rama local. Esta propiedad constituye una de las pocas referencias explícitas a un solar del linaje en el Alto Aragón.

### Condición nobiliaria
Aunque no se ha localizado un pleito formal del linaje Samitier, la mención en 1615 de Juan de Samitier y Labazuy como señor de Arruaba y la posterior mención de su hijo, Juan de Samitier, como Infanzón en un documento de 1641, relacionado con la reventa de este mismo señorío, demuestra un reconocimiento efectivo. La exigencia de pruebas documentales rigurosas para confirmar la infanzonía comenzó en 1678.

## Heráldica
El linaje Samitier posee distintas armas heráldicas documentadas, entre las que destacan:
- De gules, tres cabezas de moros con una saeta y una mano debajo.
- De plata, cinco lises de azur puestas en aspa.

Estas variantes corrsponden a ramas familiares distintas.

## Miembros notables
- María del Pilar Samitier Coll (1876–1967): monja dominica y escritora, reconocida por sus obras religiosas y educativas en Aragón.[1]
- Domingo Samitier (ca. finales del siglo XVI – s. XVII): rector de Sabiñánigo, impulsor de las obras de la iglesia de San Hipólito, conocido por su contribución al desarrollo parroquial y religioso de la villa. En 1606 prestó un importante crédito censal al concejo local y en 1629 obtuvo bula papal de Urbano VIII.[10]
- Miguel Samitier (siglos XVIII-XIX): infanzón natural de Huesca, fue propietario y militar durante un periodo de intensos cambios históricos en España. En 1798 y 1803 figura empadronado como vecino de la ciudad, reflejando su posición familiar y social a comienzos del siglo XIX. [11]  En 1808 aparece como militar en los registros del Archivo General Militar de Segovia, vinculado al estallido de la guerra de la Independencia española y representando el tradicional servicio de la infanzonía aragonesa a la Corona. [12] En 1810 constaba como propietario de tierras según el catastro local, [13] y en 1820 participó en transacciones económicas registradas en protocolos notariales de la ciudad. [14]